# Franz Schoenfeld (Chemiker)

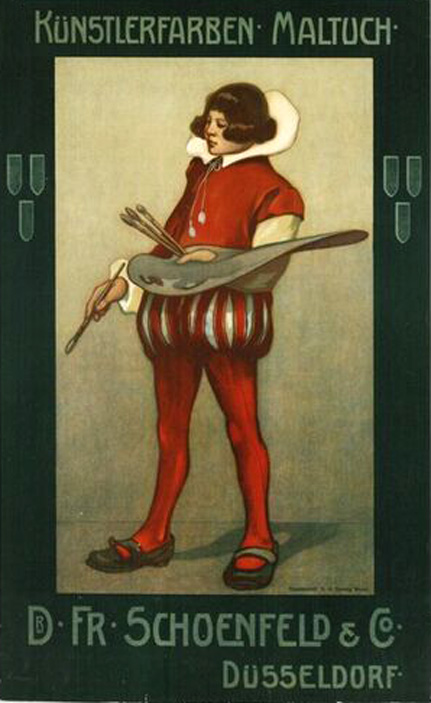
Plakat um 1900

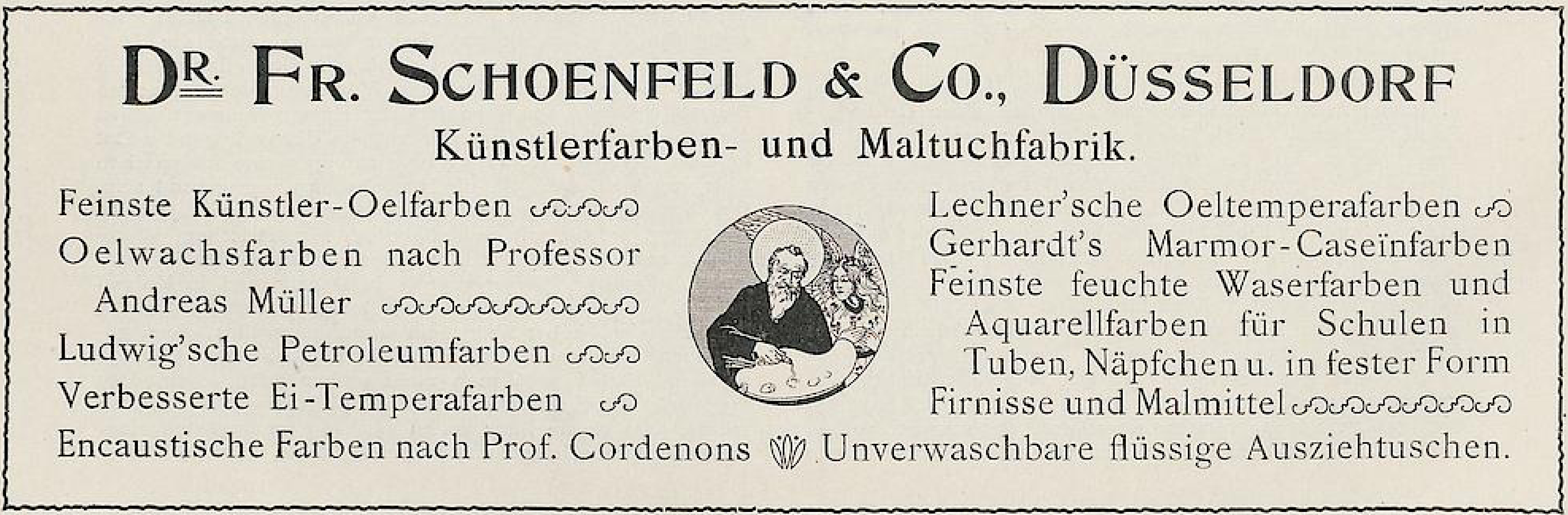
Franz Schoenfeld Farben, Anzeige vom Februar 1901

Franz Schoenfeld (* 11. August 1834 in Düsseldorf; † 6. Januar 1911 ebenda) war ein deutscher Chemiker und Unternehmer, auf ihn gehen die Lukas Künstlerfarben zurück.

## Leben

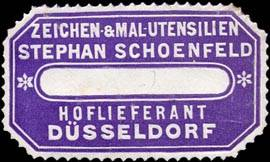
Siegelmarke Hoflieferant Stephan Schoenfeld, Düsseldorf

Franz Schoenfeld studierte in an der Ludwigs-Universität Gießen und an der Ruprecht-Karls-Universität Heidelberg. Er promovierte bereits mit zwanzig Jahren zum Dr. phil. und vertiefte danach seine Kenntnisse an der Universität London und in den Niederlanden. 1855 publizierte Schoenfeld in Heidelberg seine Arbeit über die Absorptionskoeffizienten von schwefliger Säure, Chlor und Schwefelwasserstoff.

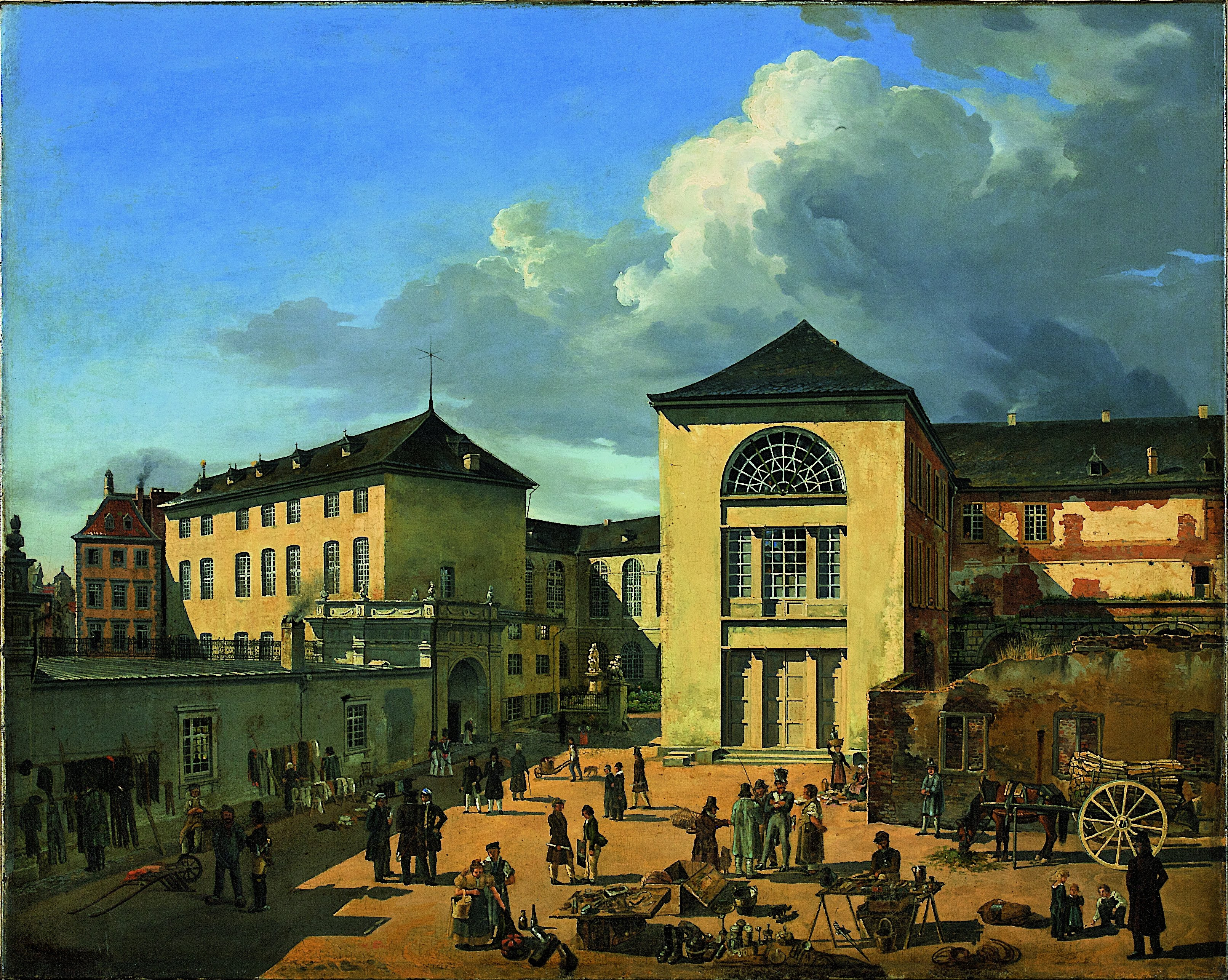
Kunstakademie in einem Flügel des Düsseldorfer Schlosses auf einem Gemälde von Andreas Achenbach, 1831

Sein Vater Stephan Schoenfeld (1796–1874), Hoflieferant, führte bereits seit 1829 ein Fachgeschäft für Künstlermaterialien in der Altstadt in der Nähe der Kunstakademie, die von 1821 bis zum Brand 1872 im Galeriegebäude des Kurfürstlichen Schlosses untergebracht war. Hier entdeckte Franz Schoenfeld sein Interesse an der Kunst und den Künstlermaterialien. 1842 hatte der Vater eine kleine Produktionsstätte für Farben gegründet. Das Geschäft befand sich im Heine Haus, Bolkerstraße 53. 1879 wurde das Haus durch die Erben, darunter der Bruder und Maler Eduard Schoenfeld, versteigert. 1903 befanden sich die Einzelhandelsgeschäfte unter dem Namen „Stephan Schoenfeld“ im Gebäude Eiskellerberg gegenüber der Kunstakademie und im Haus Bazarstraße 3 (heutige Theodor-Körner-Straße).
Die zahlreichen Künstler der Düsseldorfer Malerschule im 19. Jahrhundert benötigten professionelle Künstlerfarben zu vertretbaren Kosten. Dies bedeutete Farben, die von einem lokalen, industriellen Hersteller produziert wurden. Die im 19. Jahrhundert industriell hergestellte Farbe war oft besser und billiger als die handgemachten Farben aus dem In- oder Ausland. So gründete Franz Schoenfeld 1862 das Unternehmen Künstlerfarben Dr. Fr. Schoenfeld GmbH & Co. in Düsseldorf, Bismarckstraße 6. und wohnte im Haus Goethestraße 50. 1896 wählte er für den neuen Unternehmenssitz den Standort in unmittelbarer Nähe des Künstlervereins „Malkasten“, dem internationalen Treffpunkt für Maler, Architekten und Schriftsteller. Seine Fabrik befand sich in Pempelfort auf dem Areal hinter der Pempelforter Straße mit Zugang über das Grundstück Adlerstraße 41b. Das Geschäft rühmte sich noch im Jahr 1902 als das „größte und älteste seiner Branche“.
Am Anfang stand die Produktion von Aquarellfarben. Schoenfeld schaffte es, den Vorteil der flüssigen Aquarellfarbe, nämlich die schnelle Farbaufnahme mit dem Pinsel, auch in die Rezeptur der Aquarellnäpfchen zu übertragen. Dies war die Geburt der „feuchten Aquarellfarbe“. Dabei setzte er von Beginn an auf Qualität und verwendete ausschließlich die besten Pigmente und Bindemittel. Maltechnisch optimale Rezepturen sorgten für Farbbrillanz und Lichtechtheit und schufen damit die besten Voraussetzungen für die Haltbarkeit von Kunstwerken über viele Generationen. Im Jahr 1899 nahm man die Maltuchproduktion auf. Um 1889/1890 kaufte das Unternehmen vom Maler und Kunsthistoriker Heinrich Ludwig (1829–1897) die Farbrezepturen der „Petroleum-Farben“. Diese, durch Harz und Petroleum verbesserte Ölfarbe sollte einerseits eine Alternative zu den bereits auf dem Markt erhältlichen Mussini-Harzölfarben des Herstellers H. Schmincke & Co. sein, andererseits zu der von den Anhängern der klassischen Ölmalerei immer noch als „untergeordnete Technik“ eingestuften Tempera darstellen. Bei Eyth und Meyer hieß es 1899: „Neuerdings kann sich der Maler die Temperabereitung ersparen, da fertige Temperafarben verschiedener Art in Glasflaschen und Stannioltuben im Handel sind. Wir erwähnen die Präparate […] von Schönfeld und von Schminke in Düsseldorf, […].“
Um 1900 wurde der Schutzpatron der Malerei, der heilige Lukas, als „Sankt Lukas“ zur Marke für alle Produkte von Schoenfeld. Eduard Gebhardt entwarf das Lukas-Schutzzeichen der Künstlerfarben- und Maltuchfabrik Dr. Fr. Schoenfeld. Seit dieser Zeit spricht man von den „Lukas“-Künstlerfarben. Das Schutzzeichen wurde über die Jahre dem Zeitgeschmack und grafischen Strömungen angepasst.
Berühmte Maler und Grafiker gehörten zur Kundschaft, zum Beispiel Vincent van Gogh. Nachfolgend ein Auszug aus einem Brief van Goghs an seinen Bruder Theo van Gogh aus dem Jahr 1885: „Ich habe von Schoenfeld aus Düsseldorf Farben kommen lassen – ein paar Farben, die ich hier nicht gut bekommen konnte. Dass das Bild mit den Kartoffelessern nicht gut ist, liegt, zum Teil wenigstens, an der Farbe. […] Von dieser Erfahrung ausgehend, hätte ich es mit dem Mineralblau [von Schoenfeld], das ich jetzt habe, viel besser herausgekriegt […]“ So schrieb auch der renommierte deutsche Landschaftsmaler Andreas Achenbach im Jahr 1895: „Es gereicht mir zu grosser Genugthuung heute, nachdem ich mein 81. Lebensjahr angetreten habe, zu erklären, dass ich von Anfang meiner künstlerischen Thätigkeit an ausschliesslich nur mit Schoenfeld’schen Farben gemalt habe und dass meine Bilder weder jemals gerissen noch nachgedunkelt sind. […]“ Hundert Jahre später schwörten auch Künstler wie Joseph Beuys und Georg Baselitz auf das Farbenangebot der Lukas-Künstlerfarben.

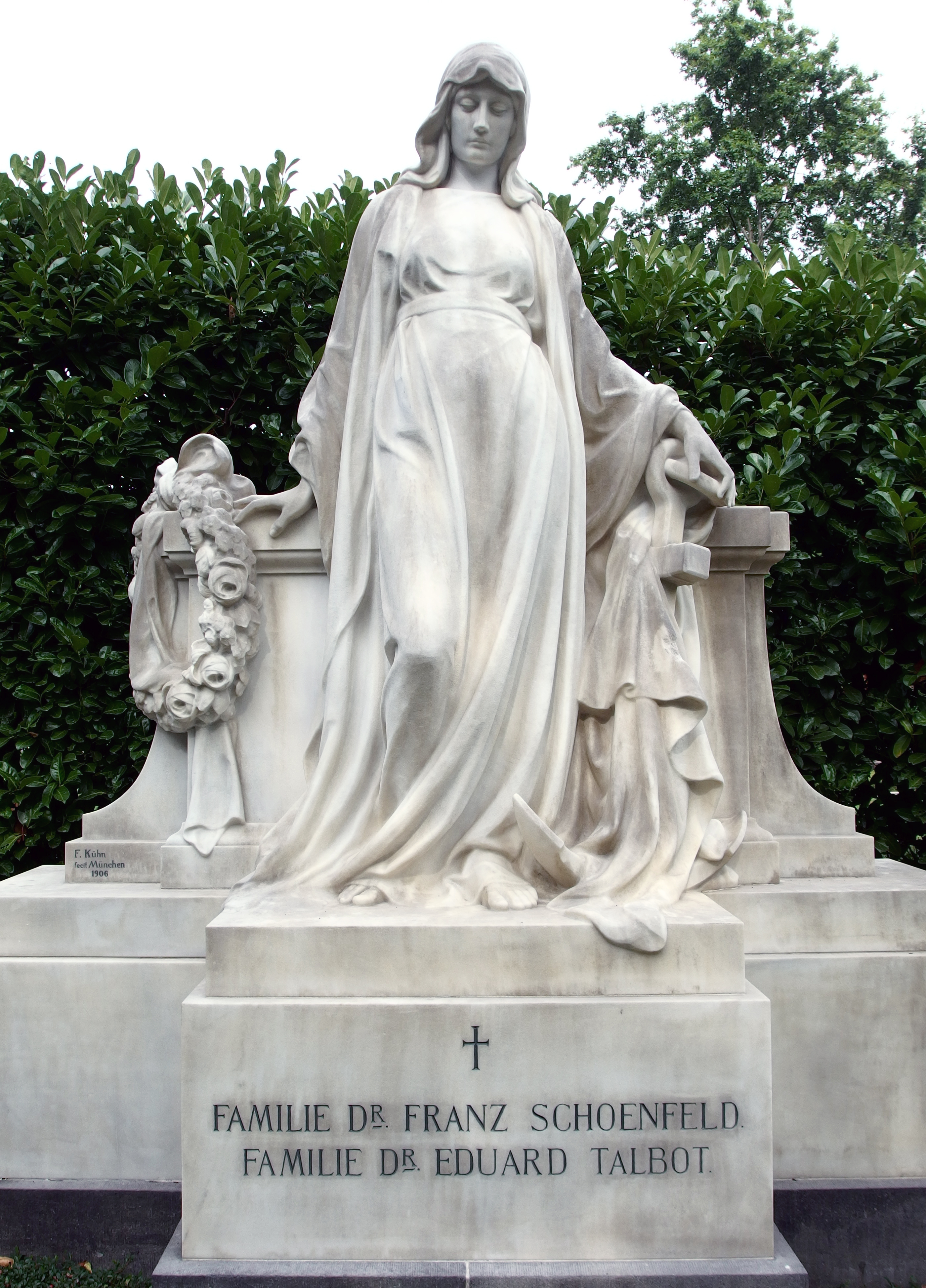
Grabmal Schoenfeld und Talbot auf dem Nordfriedhof in Düsseldorf

1875 war Schoenfeld stellvertretender Schriftführer im 1873 gegründeten Tierschutzverein „Fauna“ unter dem Vorsitzenden Wilhelm Camphausen, der die Errichtung eines Zoologischen Gartens in Düsseldorf vorantrieb. Später war Schoenfeld Vorstands-Vorsitzender des Zoologischen Gartens.
Franz Schoenfeld war Angehöriger der Liberalen Partei und Stadtverordneter in Düsseldorf von 1896 bis 1908. Er wurde mit dem Ehrentitel eines (königlich preußischen) Kommerzienrats ausgezeichnet.
Franz Schoenfeld war seit 1864 mit Henriette geborene Kauerz (1840–1902) verheiratet. Der Sohn Paul Schoenfeld (1865–1919) übernahm 1907 die Unternehmensleitung. Nach dessen Tod übernahm seine Witwe Marie Schoenfeld geborene Baur (1870–1920) das Unternehmen. Sie übergab kurz vor ihrem Tod Pauls Neffen Eduard Talbot (1891–1955) das Unternehmen. Dessen Nachfolgerin wurde 1957 seine Tochter Christa Heusgen-Talbot, in deren Fußstapfen der heutige Geschäftsführer Hubertus Heusgen im Jahr 1998 trat.
Franz Schoenfeld wurde auf dem Nordfriedhof auf dem sogenannten „Millionenhügel“ im Familiengrab beerdigt. Friedrich Kühn schuf das Grabmal mit einer Frauengestalt im Jahr 1906 aus weißem Marmor.
Durch das Vermächtnis von Franz Schoenfeld von 1911 gelangten 150 Bilder vorwiegend Düsseldorfer Künstler in die Sammlung des Museums Kunstpalast, darunter Werke von Künstlern wie Hugo Zieger, Carl Becker, Alexander Frenz und Olof Jernberg.